# Lemanea
Lemanea Bory de Saint-Vincent, 1808 é o nome botânico de um gênero de algas vermelhas da família Lemaneaceae.

## Espécies
Atualmente apresenta 10 espécies taxonomicamente aceitas. Entre elas:
- Lemanea fluviatilis (Linnaeus) C. Agardh, 1808
- «Lista completa»